# Sea Wolf (gruppo musicale)
I Sea Wolf sono un gruppo musicale indie folk statunitense formatosi nel 2003 e originario della California.

## Discografia
- 2007 - Get To The River Before It Runs Too Low (EP)
- 2007 - Leaves in the River
- 2009 - White Water, White Bloom
- 2012 - Old World Romance
- 2014 - Song Spells, No. 1: Cedarsmoke